# Модель развития межкультурной чувствительности
Модель развития межкультурной чувствительности (англ. Developmental Model of Intercultural Sensitivity; DMIS) — модель формирования межкультурной компетенции, описывающая процесс поступательного освоения другой культуры с акцентом на чувственном восприятии культурных различий.
Модель была разработана Милтоном Беннеттом, американским специалистом по межкультурной коммуникации. Освоение чужой культуры, по его мнению, проходит несколько этапов. Первоначально существование культурных различий обычно не осознается человеком. Затем начинает возрастать межкультурная чувствительность, и другая культура начинает восприниматься как один из возможных взглядов на мир. В ходе дальнейшего увеличения чувствительности человек окончательно признает существование культурных различий и начинает рассматривать их как часть собственной идентичности. В итоге происходит формирование нового типа личности, сознательно отбирающей и интегрирующей элементы разных культур.

## История создания
Во второй половине XX в. в связи с процессами глобализации и массовой миграции интенсифицировались исследования в области аккультурации. Анализ проблем освоения чужой культуры и, в частности, культурного шока поставил перед специалистами закономерный вопрос о целенаправленной подготовке человека к межкультурному взаимодействию и стимулировал новый виток исследований в области межкультурной компетенции. Попытки концептуализации межкультурной компетенции привели к появлению универсальных моделей, которые стремились предсказать компетентное поведение в любых ситуативных и культурных контекстах.
Одним из первых свою модель межкультурной компетенции предложил Милтон Беннетт, крупнейший специалист в области межкультурной коммуникации. Свою интерпретацию процесса освоения чужой культуры он изложил в 1993 г. в статье «На пути к этнорелятивизму: модель развития межкультурной чувствительности». Беннетт был убежден, что все трудности межкультурного взаимодействия происходят из-за непонимания и неприятия культурных различий, а значит, для адаптации к чужой культуре людям необходимо осознать различия между собой. Именно поэтому в своей модели исследователь сделал упор на чувственном восприятии культурных различий — межкультурной чувствительности.

Ключом к развитию чувствительности и навыков, необходимых для межкультурной коммуникации, является, прежде всего, видение [восприятие] человека, сталкивающегося с культурными различиями.
Оригинальный текст (англ.)The key to the development of the sensitivity and the skills necessary for intercultural communication resides first in the vision [or perception] that each person has when faced with cultural difference.
— М. Беннет

## Этапы развития межкультурной чувствительности
Модель развития межкультурной чувствительности является динамической: она изображает поступательное развитие межкультурной компетенции и выделяет определённое количество стадий в этом процессе.
М. Беннетт выделил 6 этапов, отражающих восприятие человеком культурных различий. Первые три этапа — этноцентристские: человек воспринимает свою культуру как центральную по отношению к другим. Следующие три этапа — этнорелятивистские: человек признает полноценность и самостоятельность любой культуры.

Я использовал термин «этноцентризм», чтобы обозначить восприятие собственной культуры как «центральной». Под этим я подразумеваю то, что убеждения и модели поведения, усваиваемые людьми в ходе первичной социализации, неоспоримы. Термин «этнорелятивизм» я ввел, чтобы описать противоположность этноцентризму — понимание собственных убеждений и моделей поведения как одной из многих форм существования, имеющих право на существование.
Оригинальный текст (англ.)I used the term “ethnocentrism” to refer to the experience of one’s own culture as “central to reality.” By this I mean that the beliefs and behaviors that people receive in their primary socialization are unquestioned. I coined the term “ethnorelativism” to mean the opposite of ethnocentrism – the experience of one’s own beliefs and behaviors as just one organization of reality among many viable possibilities.
— М. Беннетт
С точки зрения М. Беннетта, этноцентристская позиция человека может быть изменена и скорректирована в сторону этнорелятивистской посредством межкультурного обучения.

### Этноцентристские этапы

#### 1) Отрицание
Это наиболее примитивная этноцентристская стадия. Человек не воспринимает существование культурных различий и рассматривает собственную культуру как единственно возможную форму существования.
Отрицание может проявляться как через изоляцию, так и через сепарацию. Под изоляцией понимается физическая и/или психологическая изоляция народов и культур друг от друга. Сепарация представляет собой целенаправленное создание физических или социальных барьеров для отделения от всего, что отличается от собственной культуры.

#### 2) Защита
На этом этапе признаётся наличие культурных различий, но они воспринимаются как нежелательные и опасные. Человек рассматривает их как угрозу для своего существования и пытается им противостоять.
Одной из форм защиты является диффамация (клевета) — негативная оценка культурных различий, связанная с формированием негативных стереотипов. В этом случае отрицательные характеристики приписываются каждому члену иной культуры. Диффамация становится причиной развития ненависти к представителям чужой культуры, из-за которой возможен возврат к отрицанию. Человек постепенно приходит к форме превосходства — подчёркивания своего высокого культурного статуса и уничижения остальных культур.
М. Беннетт выделяет также такую специфическую форму защиты, как обратное развитие, — дискредитация собственной культуры и признание превосходства другой. Эта форма не является обязательной стадией межкультурного развития. Чаще всего она встречается у тех, кто долгое время проживает за границей.

#### 3) Минимизация (умаление)
Этот этап характеризуется признанием и принятием существования культурных различий, однако они становятся чем-то естественным и незначительным. Считается, что человеческая сущность едина, все люди одинаковы, поэтому не стоит обращать внимания на различия. При этом такой подход остаётся этноцентристским, поскольку предполагаемые универсальные характеристики людей берутся из родной культуры и означают: «будь, как я».
Одной из форм минимизации является физический универсализм, в основе которого лежит идея равенства физических характеристик всех людей, поэтому все культурные различия воспринимаются как несущественные. Его аналогом является трансцендентный универсализм, предполагающий, что все люди имеют общее происхождение (чаще всего от Бога).

### Этнорелятивистские этапы

#### 4) Признание (одобрение)
На этой первой стадии этнорелятивистского развития существование культурных различий принимается как необходимое человеческое состояние. Вначале признается различие в поведении, затем — в культурных ценностях и т. д. Происходит принятие разных взглядов на мир, являющихся основой культурных вариаций в поведении.

#### 5) Адаптация (приспособление)
Этот этап предполагает развитие альтернативных коммуникативных умений и поведенческих моделей. К человеку приходит понимание того, что можно менять собственное поведение в зависимости от культурного контекста без угрозы ценностям собственной культуры.
Адаптация начинается с эмпатии — способности взглянуть на мир глазами человека, принадлежащего другой культуре. Более глубокая форма адаптации связана с плюрализмом, под которым подразумевается не просто осознание различия культур, но и полное понимание этого различия в конкретных культурных ситуациях. Для плюрализма характерно осознание культурных различий как части себя, собственной идентичности. Этим он отличается от эмпатии, при которой другой взгляд на мир все ещё находится «вне» личности. Фактически результатом плюрализма является бикультурализм или мультикультурализм.

#### 6) Интеграция
Этап интеграции является высшей ступенью межкультурной компетенции, итогом процесса межкультурного обучения. Происходит полное приспособление к чужой культуре, которая начинает ощущаться как своя. Формируется мультикультурная личность, чья идентичность включает в себя элементы различных культур, что даёт возможность гибкого поведения и восприятия, не ограниченного одной (родной) культурой.
Одна из форм интеграции — контекстуальная оценка — позволяет человеку выбрать наилучшую модель поведения в конкретной ситуации. Она является последней стадией развития межкультурной чувствительности для большинства людей. Тем не менее, некоторые люди идут дальше и овладевают конструктивной маргинальностью. Такой человек находится вне культурных рамок. Для него нет естественной культурной идентичности, как нет и абсолютно правильного поведения.

## Эволюционные стратегии
В своей теории М. Беннетт предлагает эволюционные стратегии — способы перехода с одного этапа на другой. Они описывают, какие изменения должны произойти, чтобы человек оказался на более высокой стадии межкультурного развития.
- От отрицания к защите: осознание существования культурных различий.
- От защиты к минимизации: деполяризация негативных суждений, осознание сходства культур.
- От минимизации к принятию: понимание важности культурных различий.
- От принятия к адаптации: исследование и изучение других культур.
- От адаптации к интеграции: развитие эмпатии по отношению к другой культуре.

## Применение
Практическим продолжением модели развития межкультурной чувствительности стала разработка М. Беннеттом и М. Хаммером Опросника межкультурного развития (Intercultural Development Inventory; IDI). Он представляет собой тест из 50 пунктов, который позволяет определить общий уровень межкультурной компетенции и отношение людей к вопросу о культурных различиях.
Опросник содержит пять шкал, в основе которых лежат стадии модели М. Беннетта:
1. DD — «Отрицание — защита»;
2. R — «Изменение»;
3. M — «Минимизация»;
4. AA — «Принятие — адаптация»;
5. EM — «Инкапсулированная маргинальность».

Опросником межкультурного развития пользуется широкий круг организаций и образовательных учреждений. Преподаватели, например, используют IDI для облегчения процесса обучения: определяя текущую стадию межкультурного развития ученика, они помогают ему перейти на следующий этап. Особую важность это приобретает при изучении иностранных языков.
DMIS и IDI также широко применяются в проведении научных исследований. На официальном сайте IDI inventory. один из авторов методики М. Хаммер ведет учёт диссертационных исследований, опирающихся на DMIS. В период с 1998 по 2015 гг. количество таких работ составило более 80.

## Критика
Существует несколько экспериментальных исследований, которые обнаруживают недостатки модели развития межкультурной чувствительности.
- В 1991 г. Д. Тёрнер столкнулся с проблемами при исследовании межкультурной чувствительности американских экспатриантов в Кувейте. Он отметил нечёткое определение этапов в модели М. Беннетта и размытые границы между ними. В связи с этим у него возникли трудности при соотнесении высказываний экспатриантов с тем или иным этапом. Кроме того, некоторые ответы содержали признаки сразу нескольких этапов, что не позволило исследователю чётко определить уровень межкультурной компетенции[12].

- В 1998 г. С. Ямамото заявила о непригодности модели М. Беннетта в контексте японской культуры из-за различий в восприятии. Проводя исследование в японских университетах, она выявила, что японские студенты воспринимают культурные различия как факты, в то время как DMIS рассматривает их как абстрактные понятия. В исследовании Ямамото все участники дали этноцентрические ответы в своих анкетах. Исследователь объяснила это явление отсутствием у них межкультурного опыта и сделала вывод, что они, вероятно, будут строить своё мировоззрение исходя из конкретных событий или фактов, а не из сложного и абстрактного понимания мира[13].